# Izabela II. Španska
Izabela II. Španska, imenovana tudi Kraljica žalostne usode ali Čista kraljica (Madrid, 10. oktober 1830 – Pariz, 9. april 1904) je bila kraljica Španije med leti 1833 in 1868, zahvaljujoč odpravi Salicijskega zakonika in sprejetju španske pragmatične sankcije leta 1830. To je povzročilo upor Fernandovega brata in Izabelinega strica princa Carlosa Marie isidra. S podporo absolutističnih skupin (poimenovane »carlistas«) se  je poskusil razglasiti za kralja.

## Mladost
Izabela II. je bila krščena kot María Isabel Luisa; bila je hčerka kralja Fernanda VII. in njegove četrte žene Maríe Cristine de Borbón-Dos Sicilias, ki je bila obenem tudi njegova nečakinja. Fernand VII. je bil predhodno poročen trikrat, vendar mu nobena od treh soprog ni dala naslednika, zato mu je Izabelino rojstvo leta 1830 vzbudilo veliko upanja. Da bi delal v prid položaju svoje hčerke, je kralj Fernand VII. leta 1830 razglasil špansko pragmatično sankcijo (zakon, ki ga je španski parlament sprejel leta 1789). Ta zakon je ponovno uveljavil tradicionalen sistem nasledstva v Španiji in je dovoljeval Izabeli prevzem prestola v primeru, da bi njen oče Fernand VII. umrl brez moških potomcev. (Izabela je imela sestro Luiso Fernando, ki se je rodila leta 1832). Izabela II. je zasedla španski prestol 29. septembra 1833, po smrti svojega očeta, ko še ni dopolnila treh let leta, zaradi česar je bila njega mati proglašena za regentko. Njeno rojstvo in kasnejše vladanje sta privedla do začetka dolgega dinastičnega spora. Carlos María Isidro de Borbón, izabelin stric, do takrat prvi v vrsti za prestol, se ni strinjal z odločitvijo, da bi bila Izabela II. proglašena za asturijsko princeso in nato špansko kraljico. Nasprotovanje princa Carlosa ponovni uvedbi tradicionalnega sistema nasledstva je povzročilo njegovo izgnanstvo. Razkol med pripadniki Izabele II. in karlisti je privedel do prve karlistične vojne (špansko Primera guerra carlista). V prvih letih njenega vladanja (ko je bila Izabela II. še otrok) je njena mati María Cristina de Borbón-Dos Sicilias prevzela vlogo regentke. Njeno regentstvo je trajalo do leta 1840 in je sovpadalo s Prvo karlistično vojno (1833-1840). General Baldomero Espartero je prevzel mesto regenta v obdobju med 17. oktobrom 1840 in 23. julijem 1843, ki pa je prav tako moral zapustiti ta položaj. Od takrat je regentstvo prevzela vlada, dokler ni parlament (Las Cortes) sprejel odločitve o polnoletnosti kraljice. Ta naj bi postala polnoletna, ko bi dopolnila 14 let, vendar to starost premaknili na 13 let. Tako so Izabelo II. 8. novembra 1843 proglasili kot polnoletno z 193 glasovi za in 16 proti. Dva dni kasneje je Izabela II. uradno postala kraljica, s prisego pred parlamentom.

## Zakon in nasledstvo
Ko je imela Izabela II. šestnajst let, je vlada uredila poroko z njenim bratrancem, princem Francisco de Asís de Borbón, vojvodom Cádiza. Zakonca sta bila bratranca po dveh sorodstvenih vezeh, njegov oče, princ Francisco de Paula, je bil brat Fernanda VII., njegova mati, Luisa Carlota de Borbón-Dos Sicilias, pa je bila sestra regentke Maríe Cristine. Zakon ni bil nikoli uspešen. Izabelin zakon je bil državno in mednarodno pomembno vprašanje, ker si je veliko evropskih držav hotelo zagotoviti nespremenjeno ravnotežje moči (enako stanje zavezništev in razporeditve interesov). Bilo je predlaganih veliko kandidatov, med drugimi Carlos Luis de Borbón y Bragança, Leopoldo de Sajonia-Coburgo-Saalfeld in vojvoda Montpensier, ki se je poročil z Luiso Fernando de Borbón, Izabelino sestro. Predstavniki Francije in Anglije so zahtevali naj Izabela II. stopi v zakon z nekom iz družine Borbón. Ker so ga videli kot človeka, ki ni imel veliko zanimanja za politiko in se zato ne bi vmešaval v le-to, so se na koncu odločili za Francisca de Asís de Borbón. Poročno slavje se je odvilo 10. oktobra 1846 v Salón del Trono del Palacio Real de Madrid, na dan, ko je Izabela II. dopolnila 16 let. Šlo je za dvojno poroko, saj se je tudi Izabelina sestra Luisa Fernanda de Borbón poročila z vojvodo Montpensierjem na isti dan. Uradno sta Izabela II. in Francisco de Asís imela dvanajst otrok, čeprav je Izabela II. večkrat splavila in je veliko novorojenčkov umrlo takoj po rojstvu. Med tistimi, ki so doživeli odraslost so bili: María Isabel (1851-1931), María de la Paz (1862-1946), María Eulalia ( 1864-1958) in Alfonz, asturijski princ, kasneje kralj Alfonz XII. Španski (1857-1885).

## Vladavina
Izabela II. je vladala v času tranzicije Španije, v katerem je monarhija prepustila več politične moči parlamentu, a je konstantno onemogočala sodelovanje državljanov v parlamentarnih zadevah. Izabelino vladavino sta zaznamovala korupcija in nenehno vmešavanje v politiko, a tudi napredek, med drugim postavitev mnogih tračnic, ponovna otvoritev univerz ki jih je zaprl njen oče in izboljšanje vojske. Izabela II. se je soočala z izzivi tako na zasebnem kot tudi na političnem področju: leta 1852 je preživela poskus atentata, medtem ko je zunanja politika predstavljala vse večjo težavo, predvsem na območjih severa Afrike (vojna z Marokom) in Južne Amerike (ponovna osamosvojitev Dominikanske republike).

## Izgnanstvo
Izabela II. se je leta 1868 soočila z revolucijo, zaradi katere je morala zapustiti Španijo in oditi v izgnanstvo v Francijo. Tam je živela pod zaščito Napoleóna III. in Eugenije de Montijo. 25. junija 1870 se je odpovedala prestolu in ga prepustila svojemu sinu Alfonzu XII. Medtem je bil princ Amadeo de Saboya, član italijanske kraljeve družine, izvoljen kot naslednik Izabele II in je tako postal Amadeo I de España. Izabela II. je preživela preostanek svojega življenja v Franciji, od tam je bila priča Prvi Republiki, vladavini in smrti Alfonza XII. leta 1885, in nato regentstvu svoje snahe Maríe Cristine de Habsburgo-Lorena in začetku vladavine Alfonza XIII. , Izabelinega vnuka. Od leta 1868 ni več živela s svojim možem, ki se je preselil v Épinay-sur-Seine, kjer je umrl leta 1902. Izabela II. je umrla v Parizu leta 1904. Pokopana je v El Escorialu poleg svojega moža.

## Upodobitve Izabele II.
Film ¿Dónde vas, Alfonso XII?  (1959). Kraljico je upodobila Mercedes Vecino.
Film  ¿Dónde vas, triste de ti? (1960). Kraljico je upodobila María Fernanda Ladrón de Guevara.
Film Amistad (1997)  Kraljico je upodobila Anna Paquin.
Televizijska serija El Ministerio del Tiempo (2015). Kraljico je upodobila Carmen Sánchez.